# 운동천재 안재현
《운동천재 안재현》은 대한민국의 텔레비전 및 유튜브 예능프로그램으로 2021년 10월 1일부터 2021년 12월 10일까지 방영된 프로그램이다.

## 출연자
- 안재현